# バートン・アンドラス
バートン・C・アンドラス（Burton C. Andrus、1892年4月15日 - 1977年2月1日）は、アメリカの軍人。
ニュルンベルク裁判の際に被告人たちを収容していたニュルンベルク刑務所の所長を務めていた人物。

## 経歴

### ニュルンベルク裁判まで
1892年にアメリカ軍人の息子として生まれる。生まれて間もない頃、父とともに東インド諸島の戦場にいたため、「俺が初めて敵の砲火をかいくぐったのは生後二カ月の時だ」とよく自慢した。
士官学校を出ていなかったが、第一次世界大戦時に将校として入隊した。しかしフランスへは派遣されず、ジョージア州フォート・オグレソープ軍用刑務所（軍規違反者用刑務所）の所長を務めた。第二次世界大戦ではジョージ・パットン将軍の部隊にいた。パットンを崇拝しており、「ジョージとともになら目的が何であれ、いつでもどこへでも俺は行く」と語っていた。

### ニュルンベルク刑務所長

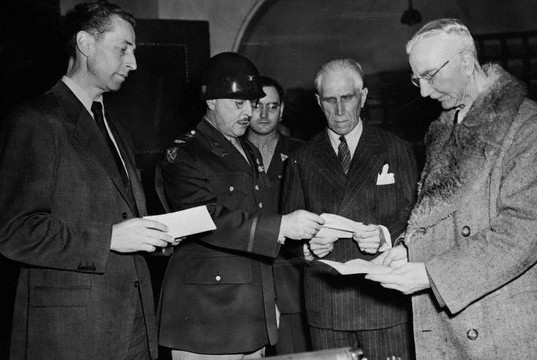
ニュルンベルク裁判で無罪判決を受けて釈放された三人と所長アンドラス大佐。左からフリッチェ、アンドラス、パーペン、シャハト。

ヨーロッパでの戦争が終わった後、ゲーリング以下ナチスの幹部級捕虜が収容されていたルクセンブルク・バート・モンドルフのパレス・ホテルに作られた刑務所(アシュカン収容所)の所長に任じられた。「ロンドン憲章」締結直後、被告人たちをニュルンベルクへ移送し、そこで引き続き刑務所長を務めよとの命令を受けた。
1945年9月に被告人たちをニュルンベルク刑務所へ移送した。移送の際にカイテル（元帥）やヨードル（上級大将）といった高級将校を起立させ、「お前たちはもはや軍人ではない。犯罪者だ。」と宣告のうえ階級章を剥奪するといった凌辱を加えている。
ニュルンベルク刑務所では心理学者でユダヤ系将校のグスタフ・ギルバート大尉を刑務所付心理分析官に任じ、被告人の精神状態を記録に取らせた。ルドルフ・ヘスが記憶喪失を主張した際には激怒し、「ヘスの嘘つきめ！仮病使いのイカサマ野郎め！」「もしあいつが記憶を無くしたのならなぜ英語の話し方を覚えている？」と罵った。
1946年2月にゲーリングと敵対するシュペーアがギルバートを通じて「被告人が一緒に食事するのを許せばゲーリングが叱咤激励して他の被告人を従えてしまいます」と提案してきた際には、これを採用して、ゲーリングを一人で食事させるよう看守に命じた。これについてゲーリングは「ここにいるナチ党員の中で私が一番の実力者だからと言って最も危険な人物とは限らんじゃないか。あの大佐は自分が歴史的な人物を相手にしていることが分かっておらんのだ。いい意味か悪い意味かは別にして我々は歴史に名を残す人間だぞ。それに比べてあいつは何だ？ただの雑魚じゃないか」と愚痴った。
管理能力はお粗末でよく収容者に自殺された。1945年10月5日には収容者の一人レオナルド・コンティが、10月25日にはロベルト・ライが、そして死刑執行直前の1946年10月15日にゲーリングが自殺した。
それでも任務を終えた際にはアメリカ首席検事ロバート・ジャクソンから「大佐は困難な仕事に挑んだ素晴らしい人物だ。勤勉かつ聡明で、あらゆる点で自己の信念に忠実だった。」と称賛の言葉を贈ってもらえた。

### ニュルンベルク裁判後
裁判後に陸軍を退役し、ワシントン州タコマのピュージェットサウンド大学で地理学・経営管理学の教授を務めた。
1977年に死去。最期の言葉は朦朧とした意識の中で叫んだ次の言葉だった。「ゲーリングが自殺した。連合国管理委員会に知らせねば！」。